# Freddie Prinze Jr.
Freddie James Prinze, Jr. (Los Angeles, Kalifornija, 8. ožujka 1976.) je američki glumac. Najpoznatiji je po ulogama u filmovima "Znam što si radila prošlog ljeta", "Zaljubljeni do ušiju i "Znam što si radila prošlog ljeta 2", "Ona je sve to" i "Scooby Doo". Prinze je gostovao i u TV serijama "Prijatelji" i "24".